# Disegno

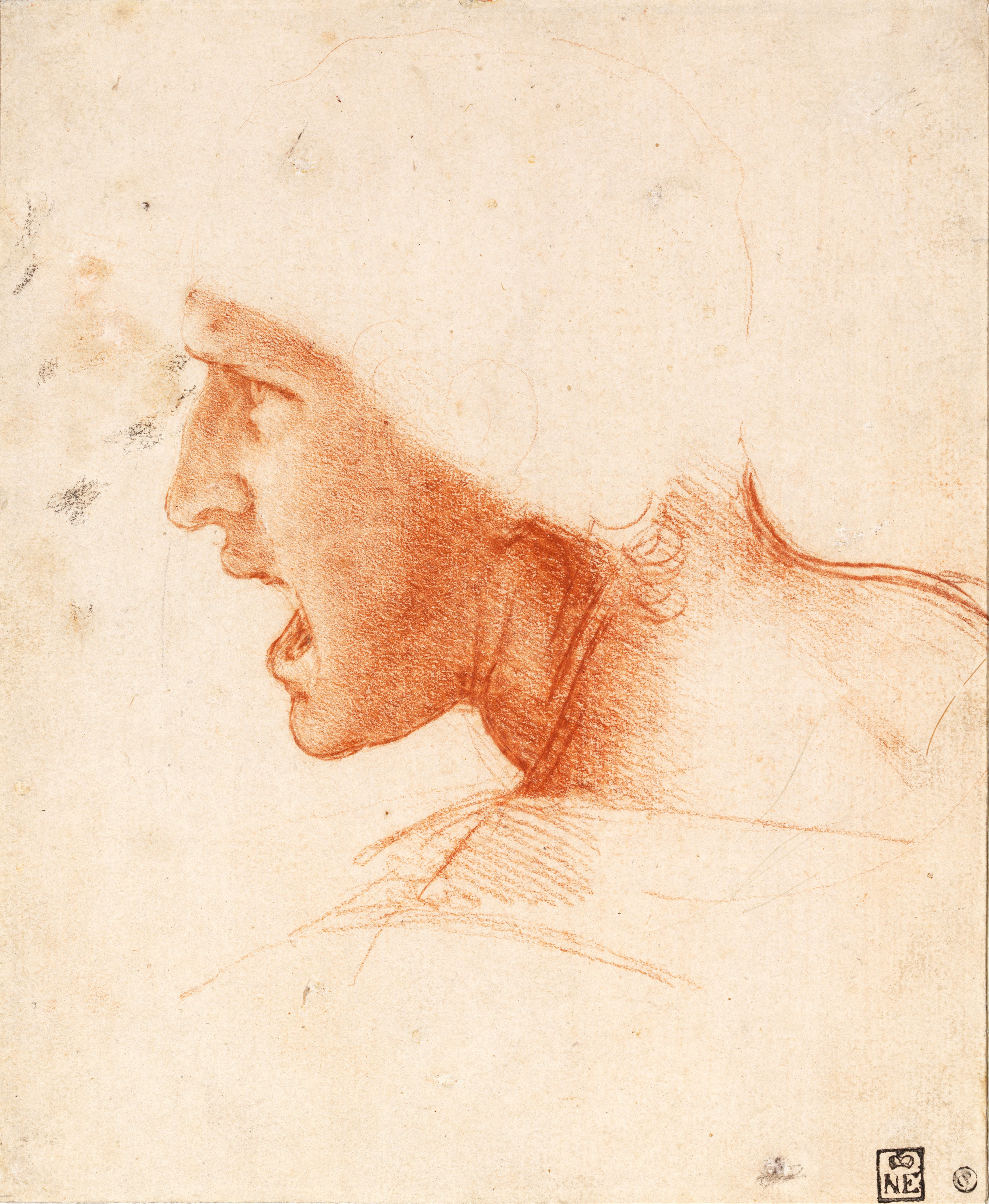
Leonardo da Vinci, studio di figura per la battaglia di Anghiari.

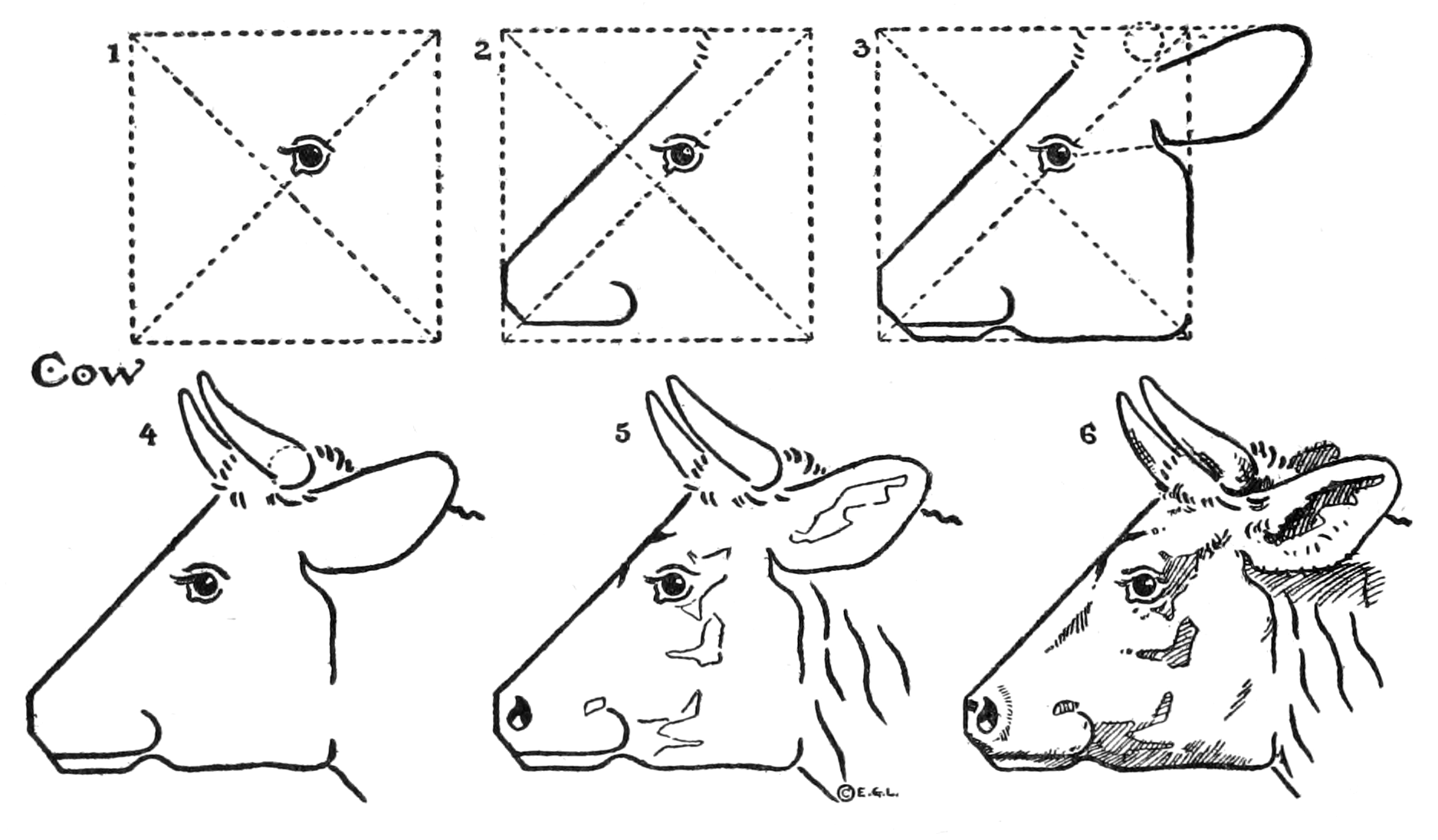
Fasi di esecuzione del disegno della testa di una mucca (E. G. Lutz, What to draw and how to draw it, 1913).

Il disegno è la rappresentazione grafica di oggetti reali o immaginari, di persone, di luoghi, di figure geometriche fatta con o senza intenti artistici. Il disegno può essere inteso come svago personale, come espressione artistica o come strumento lavorativo, per esempio nel disegno tecnico, industriale, architettonico, ingegneristico. Il disegno tradizionale è solitamente realizzato su una superficie cartacea mediante matite, pastelli, carboncini o pennelli a seconda della tecnica impiegata. Nella modernità il disegno è anche realizzabile attraverso dispositivi elettronici come computer e tavolette dotati di particolari software specifici.

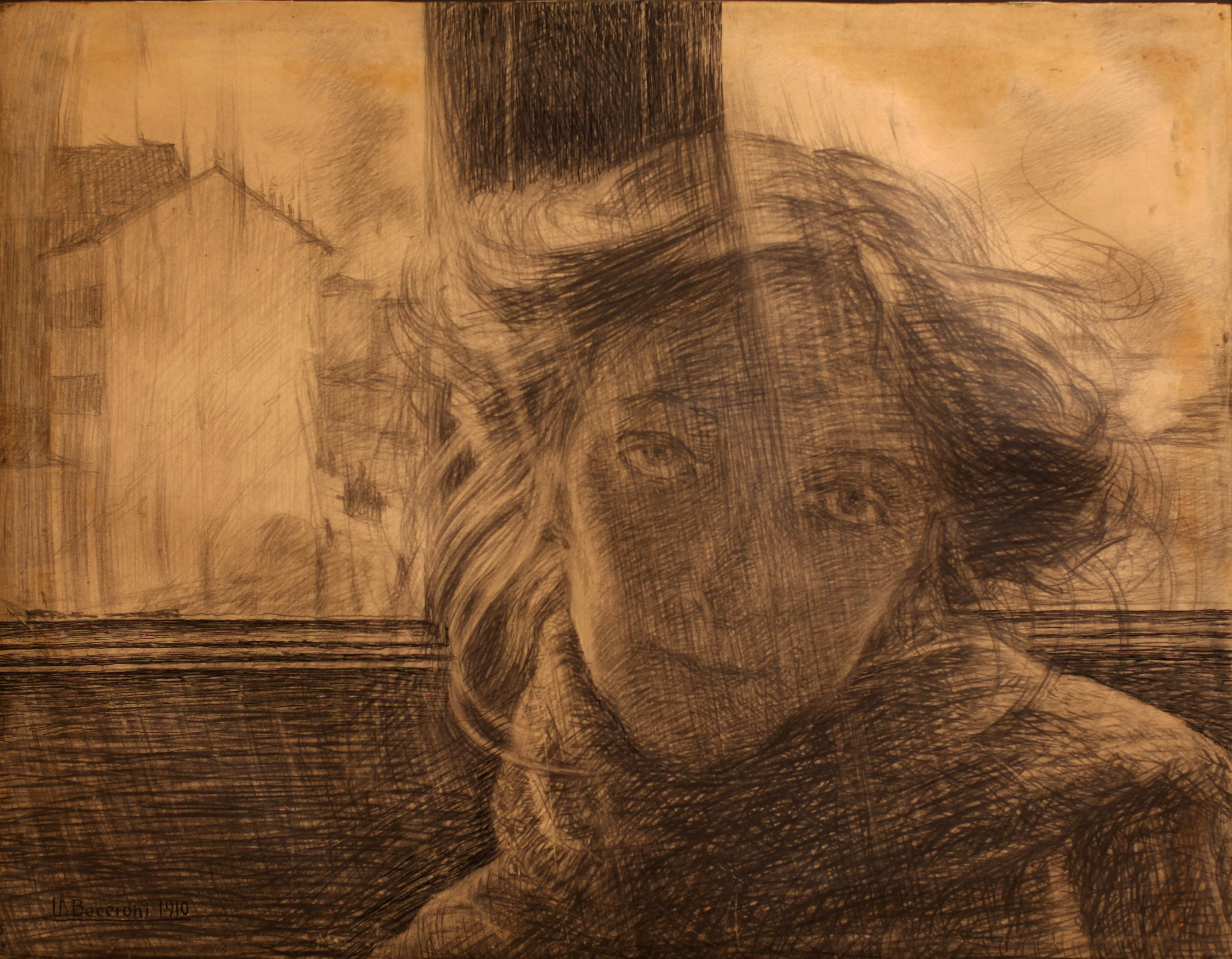
Un disegno del pittore Umberto Boccioni dal titolo Controluce (1910), conservato presso la Collezione Ramo di Milano.

## Materiali da disegno
I materiali comunemente usati per il disegno d'arte sono matite, pastelli, gessetti, sanguigna, carboncini, di solito su supporto di carta. In genere sono utilizzati senza nessuna preparazione e, a seconda della tecnica seguita dall'artista, possono eventualmente costituire la fase iniziale di una lavorazione più complessa da sovrapporsi al disegno stesso: in questo caso si parla di disegni preparatori, come, per esempio, le sinopie.
Il disegno può essere monocromo o a colori. Nelle tecniche tradizionali l'artista usa i colori puri, senza miscelarli prima di applicarli (mentre nella pittura i colori sono creati mescolando colori di base). La miscelazione a secco sfrutta un effetto ottico: quando i colori sono sovrapposti su uno o più strati precedenti, velatamente percepibili in trasparenza, o quando diversi colori sono tratteggiati con segni ravvicinati, l'occhio li mischia.

## Disegno come espressione d'arte
Fino al Seicento, si intendeva il disegno come "il fondamento dell'arte" e prevaleva la sua "linea di contorno" al colore della pittura. Lo studio del disegno non si fermava al tratto, ma si sviluppava attraverso varie discipline, quali la geometria, la prospettiva, l'anatomia, l'architettura, lo studio della luce, lo studio dei colori.
Con il Seicento iniziano anche le raccolte dei disegni effettuati dai vari artisti. Raccolte che sono pervenute fino ad oggi e che dimostrano che comunque il disegno viene prima del "colore".
Con il realismo, l'arte riscatta il colore con la conquista della luce. L'artista, superati i rigorismi dell'anatomia imposta dagli insegnamenti accademici, libera definitivamente la forma e la sua individualità creatrice. E il disegno diviene più che mai espressione della personalità del suo autore, della sua particolare visione del mondo reale, del suo modo di rendere la luce e i suoi contrappunti chiaroscurali sulla bianca superficie di un foglio.

## Panoramica
Il disegno è una delle più antiche forme di espressione umana all'interno delle arti visive. Si occupa generalmente della marcatura di linee e aree di tono su carta o altro materiale, dove la rappresentazione accurata del mondo visivo è espressa su una superficie piana. I disegni tradizionali erano monocromatici, o almeno avevano poco colore, mentre i moderni disegni a matita colorata possono avvicinarsi o oltrepassare un confine tra disegno e pittura. Nella terminologia occidentale, il disegno è distinto dalla pittura, anche se mezzi simili sono spesso impiegati in entrambi i compiti. Il disegno può essere eseguito con un mezzo liquido, applicato con pennelli o penne. Allo stesso modo supporti simili possono servire entrambi: la pittura generalmente prevede l'applicazione di vernice liquida su tele o pannelli preparati, ma a volte viene creato prima un disegno di base sullo stesso supporto.
Il disegno è spesso esplorativo, con notevole enfasi sull'osservazione, la risoluzione dei problemi e la composizione. Il disegno è anche usato regolarmente in preparazione di un dipinto, offuscando ulteriormente la loro distinzione. I disegni creati per questi scopi sono chiamati studi.
Esistono diverse categorie di disegno, tra cui disegno di figure, cartoni animati, ghirigori e mano libera. Ci sono anche molti metodi di disegno, come il disegno al tratto, la punteggiatura, l'ombreggiatura, il metodo surrealista della grafomania entopica (in cui i punti vengono creati nei siti delle impurità in un foglio di carta bianco e le linee vengono quindi create tra i punti), e tracciatura (disegno su carta traslucida, come carta da lucido, attorno al contorno di forme preesistenti che si mostrano attraverso la carta).
Un disegno rapido e non rifinito può essere chiamato schizzo.
In campi al di fuori dell'arte, i disegni tecnici oi piani di edifici, macchinari, circuiti e altre cose sono spesso chiamati "disegni" anche quando sono stati trasferiti su un altro supporto mediante la stampa.

## Storia

### In comunicazione
Il disegno è una delle più antiche forme di espressione umana, con prove della sua esistenza precedente a quella della comunicazione scritta. Si ritiene che il disegno fosse utilizzato come forma specializzata di comunicazione prima dell'invenzione della lingua scritta, dimostrato dalla produzione di pitture rupestri circa 30.000 anni fa (Arte del Paleolitico superiore). Questi disegni, noti come pittogrammi, raffiguravano oggetti e concetti astratti. Gli schizzi e i dipinti prodotti dal Neolitico furono infine stilizzati e semplificati in sistemi di simboli (proto-scrittura) e infine nei primi sistemi di scrittura.

### Nei manoscritti
Prima dell'ampia disponibilità di carta, i monaci del XII secolo nei monasteri europei usavano intricati disegni per preparare manoscritti illustrati e miniati su pergamena. Il disegno è stato ampiamente utilizzato anche nel campo della scienza, come metodo di scoperta, comprensione e spiegazione.

### Nella scienza
Disegnare diagrammi di osservazioni è una parte importante dello studio scientifico.
Nel 1609, l'astronomo Galileo Galilei spiegò le mutevoli fasi di Venere e anche le macchie solari attraverso i suoi disegni telescopici osservativi. Nel 1924, il geofisico Alfred Wegener utilizzò illustrazioni per dimostrare visivamente l'origine dei continenti.

### Come espressione artistica
Il disegno è usato per esprimere la propria creatività, e quindi è stato prominente nel mondo dell'arte. Per gran parte della storia, il disegno è stato considerato il fondamento della pratica artistica. Inizialmente, gli artisti usavano e riutilizzavano tavolette di legno per la produzione dei loro disegni. A seguito della diffusa disponibilità di carta nel XIV secolo, aumentò l'uso del disegno nelle arti. A questo punto, il disegno era comunemente usato come strumento di pensiero e indagine, fungendo da mezzo di studio mentre gli artisti si preparavano per i loro lavori finali. Il Rinascimento ha portato una grande raffinatezza nelle tecniche di disegno, consentendo agli artisti di rappresentare le cose in modo più realistico di prima, e rivelando un interesse per la geometria e la filosofia.
L'invenzione della prima forma di fotografia ampiamente disponibile ha portato a un cambiamento nella gerarchia delle arti. La fotografia offriva un'alternativa al disegno come metodo per rappresentare accuratamente i fenomeni visivi, e alla pratica del disegno tradizionale veniva data meno enfasi come abilità essenziale per gli artisti, in particolare nella società occidentale.

## Tecnica

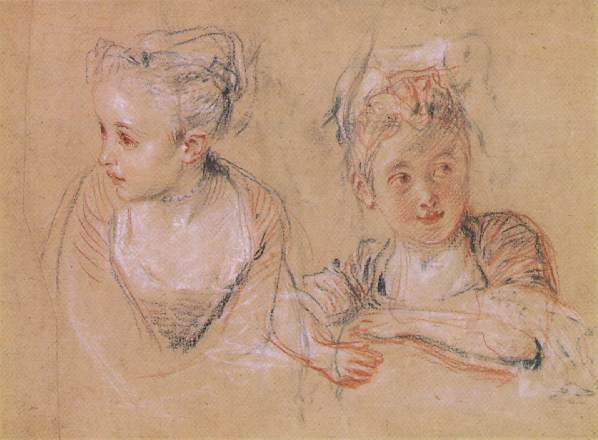
Antoine Watteau, tecnica delle tre matite, una tecnica di disegno che utilizza tre colori di gesso: rosso (sanguigno), nero e bianco. La carta utilizzata può essere di un tono medio come grigio, blu o marrone chiaro.

## Forma e proporzione

Proporzioni del corpo umano utilizzabili in un disegno.

## Prospettiva

Disegno prospettico a due punti.

## Abilità artistica

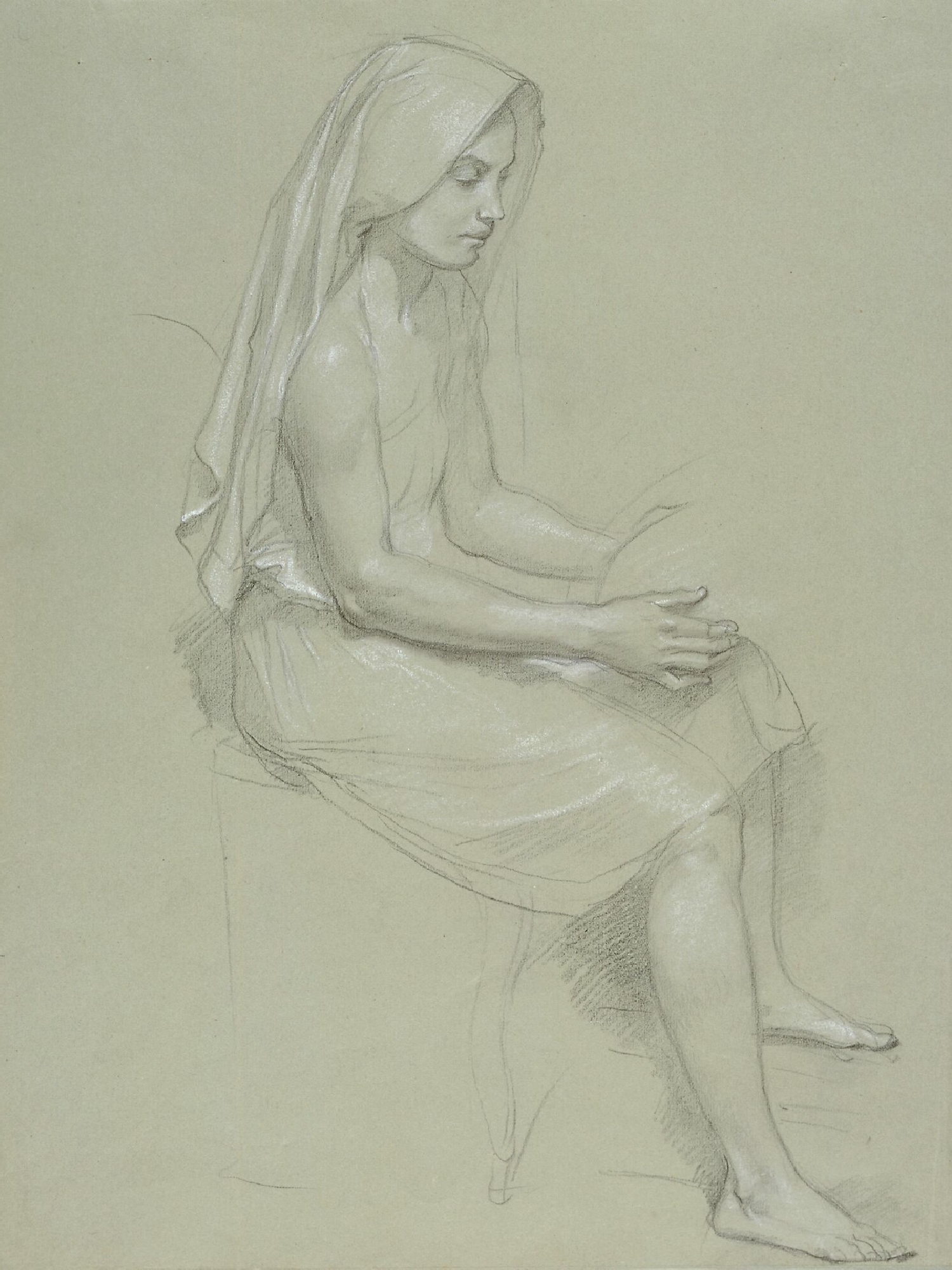
Studio in chiaroscuro di William-Adolphe Bouguereau.

## Processo

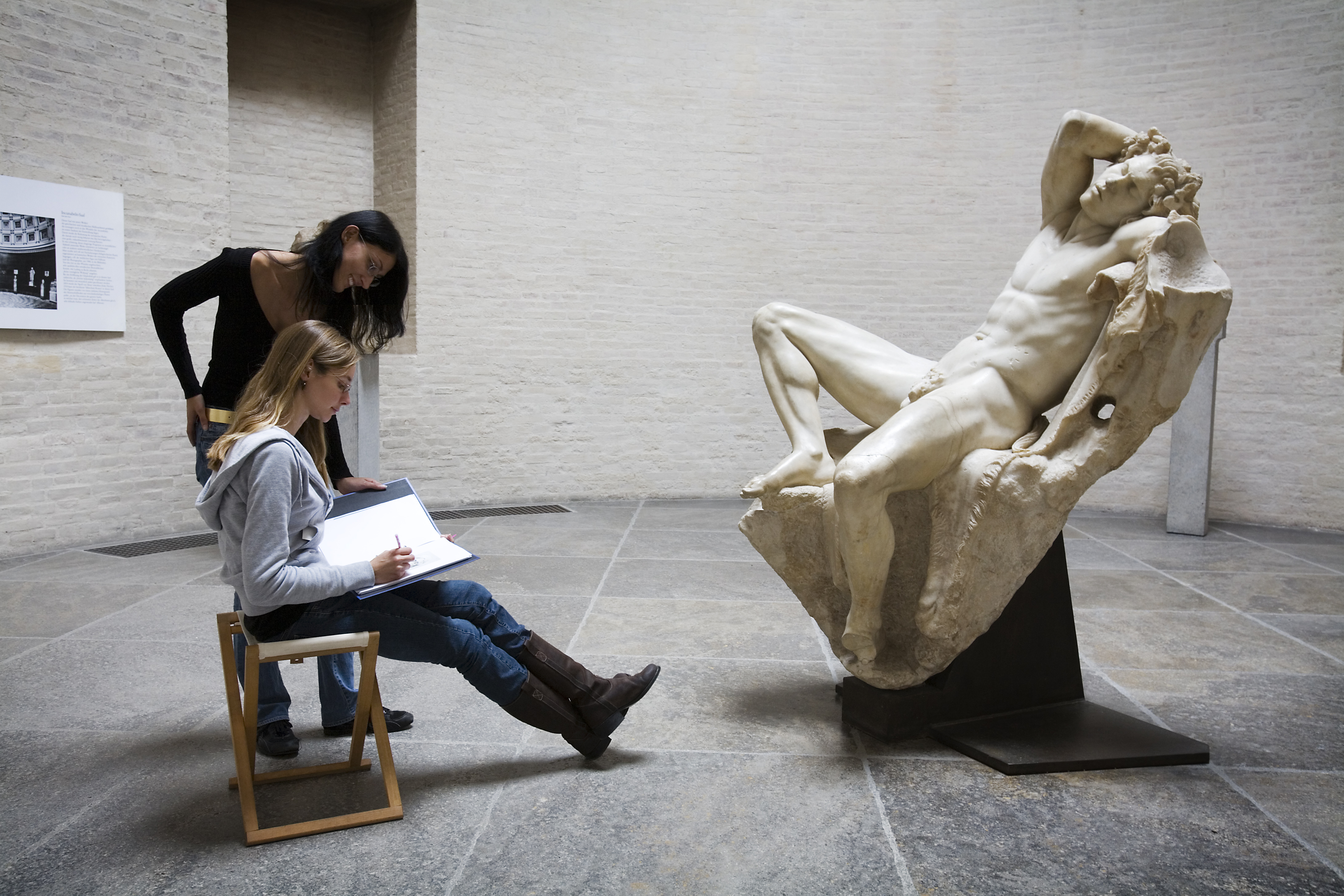
Una giovane donna che disegna il Fauno Barberini a Monaco di Baviera.

## Disegno digitale

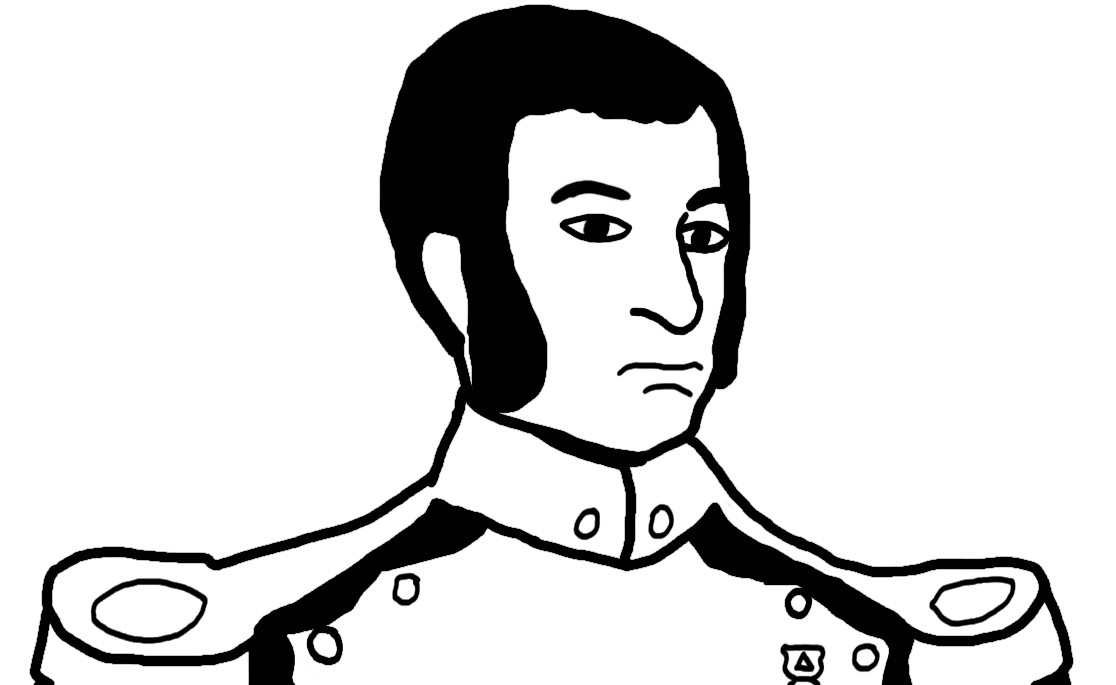
Esempio di disegno digitale.

## Galleria d'immagini

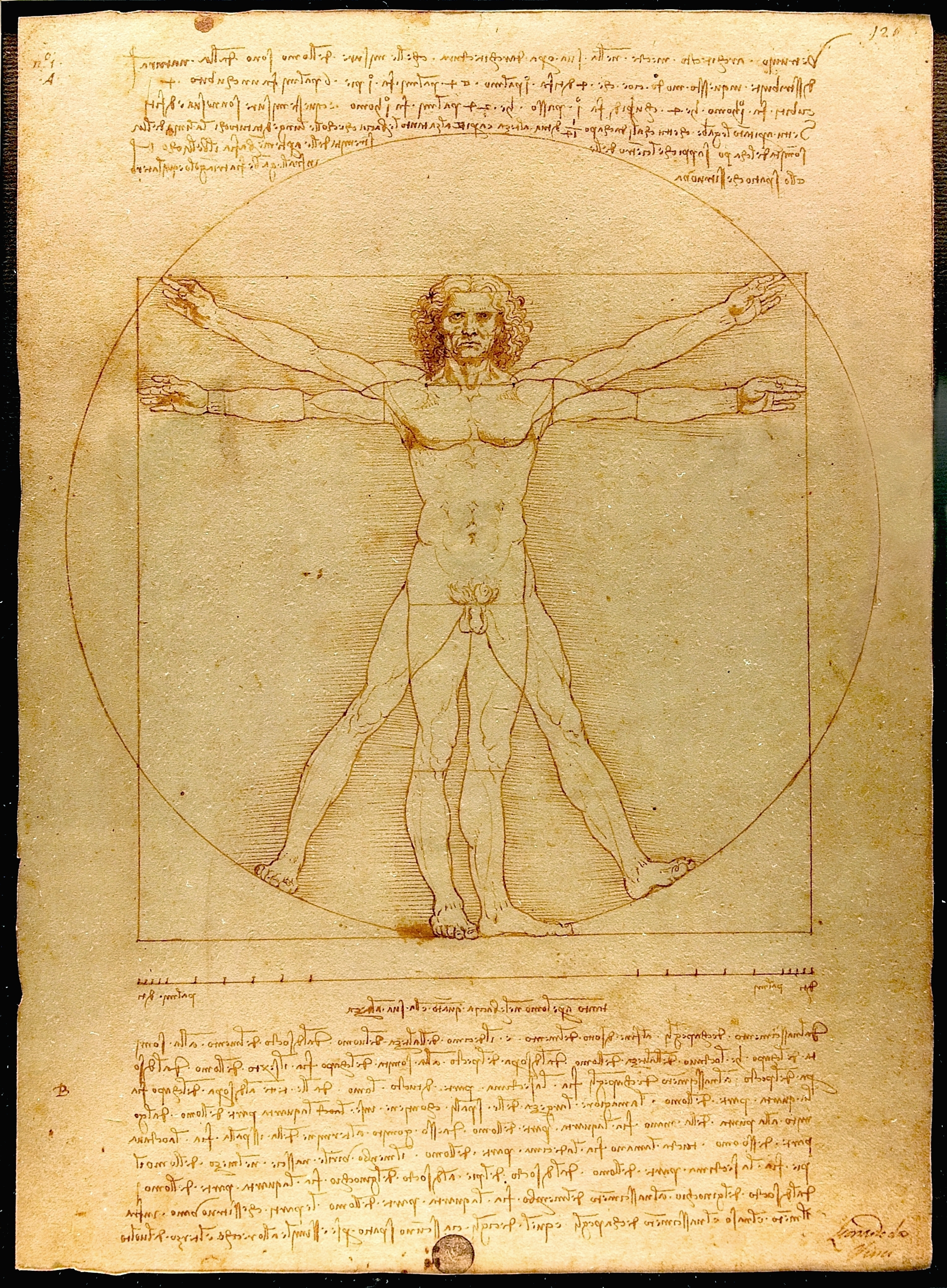
Leonardo da Vinci, Uomo Vitruviano (circa 1485).
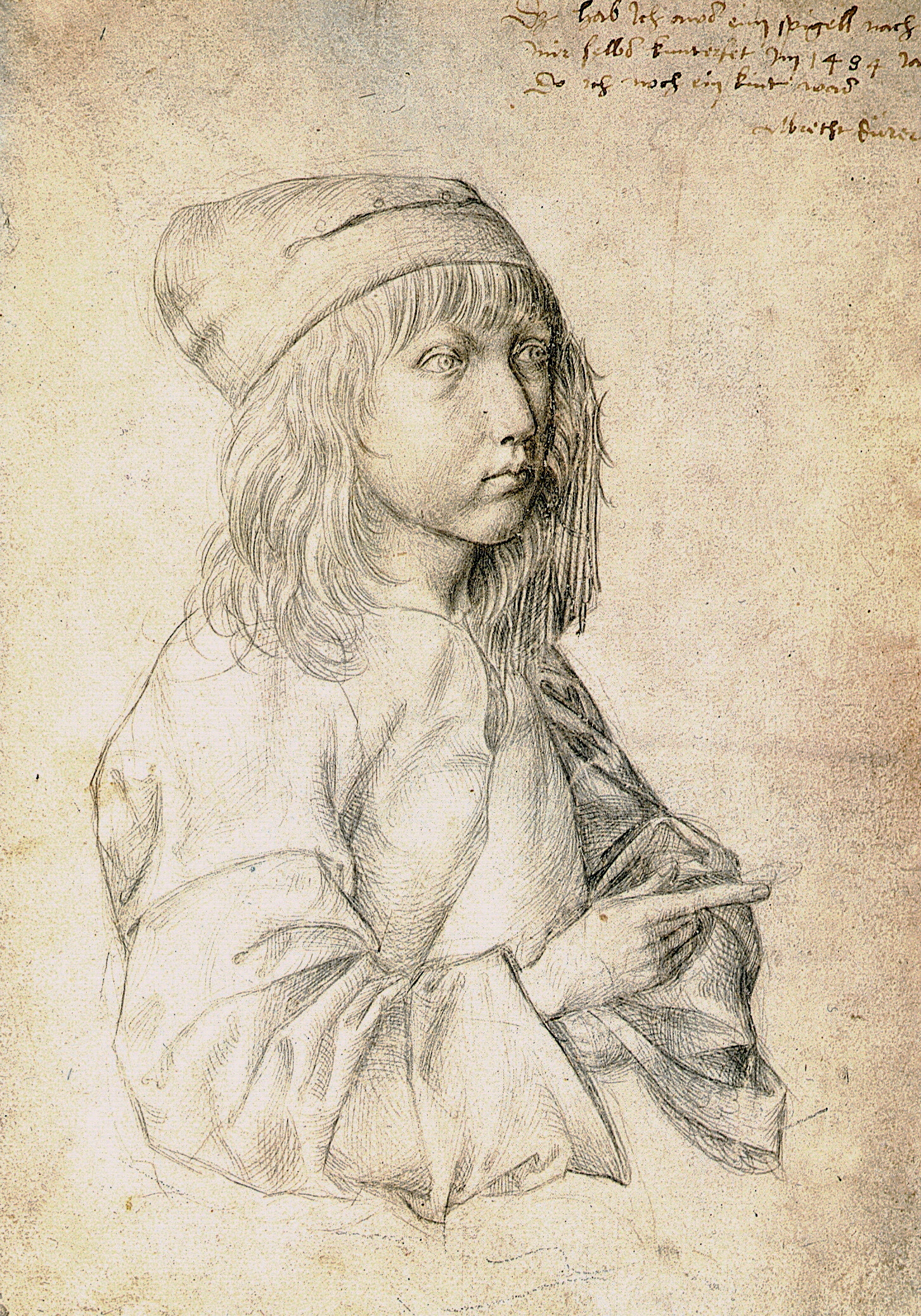
Albrecht Dürer, Autoritratto a 13 anni, 1484.
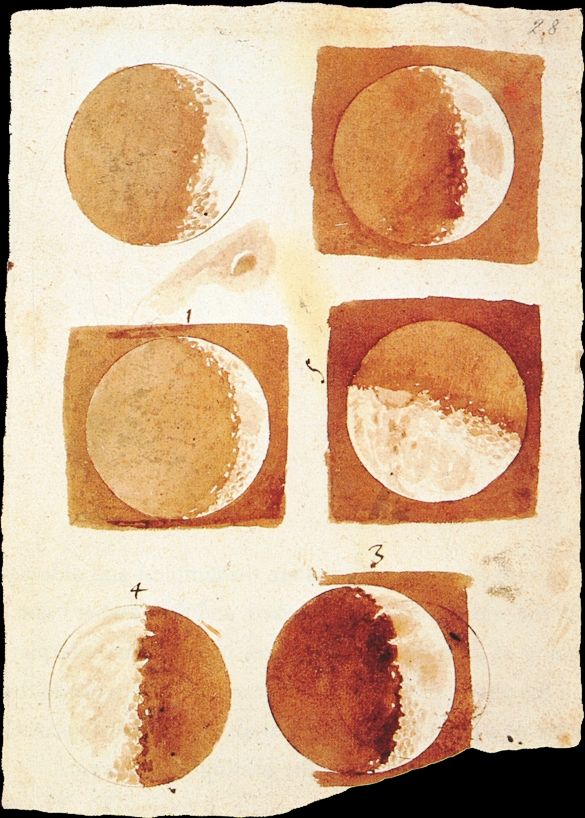
Galileo Galilei, Fasi della Luna, inchiostro bruno e acquerellato su carta (208×142 mm.) (1609-1610 circa; Firenze, Biblioteca Nazionale Centrale).
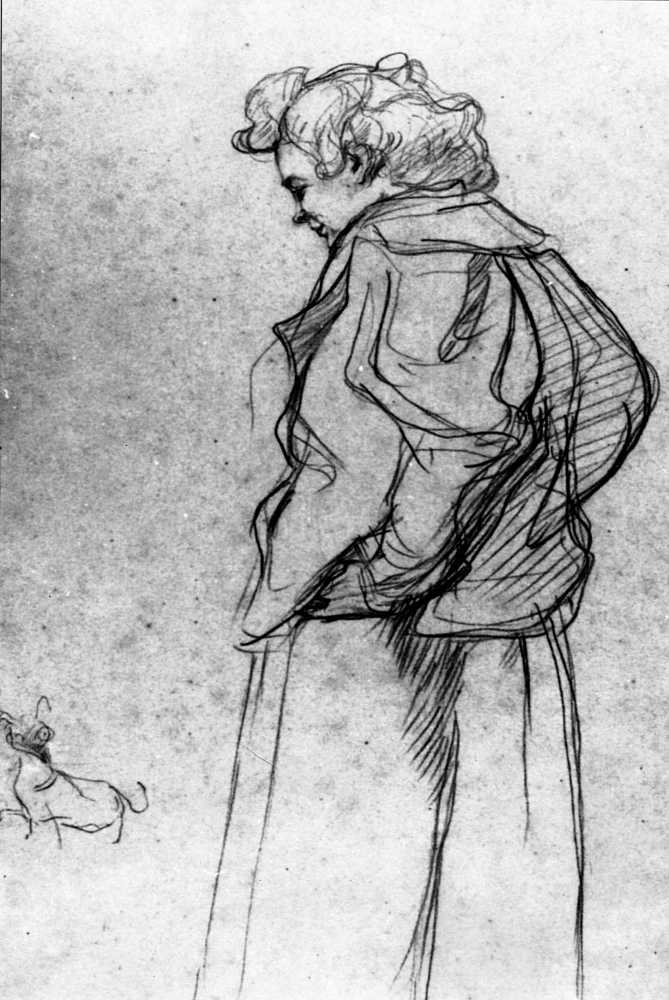
Madame Palmyre con il suo cane, 1897, Henri de Toulouse-Lautrec.
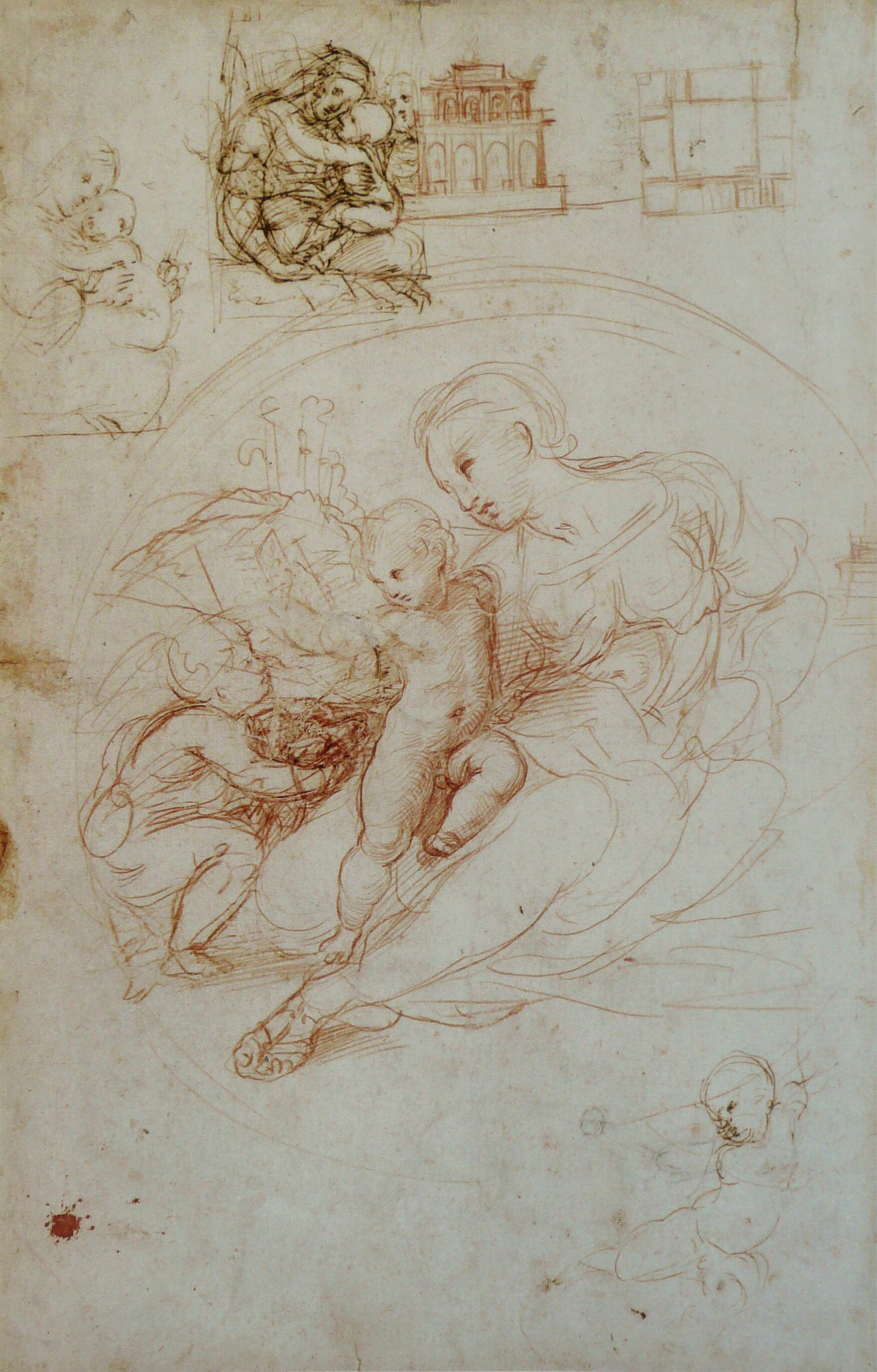
Raffaello, studio per quella che divenne la Madonna d'Alba, con altri bozzetti.
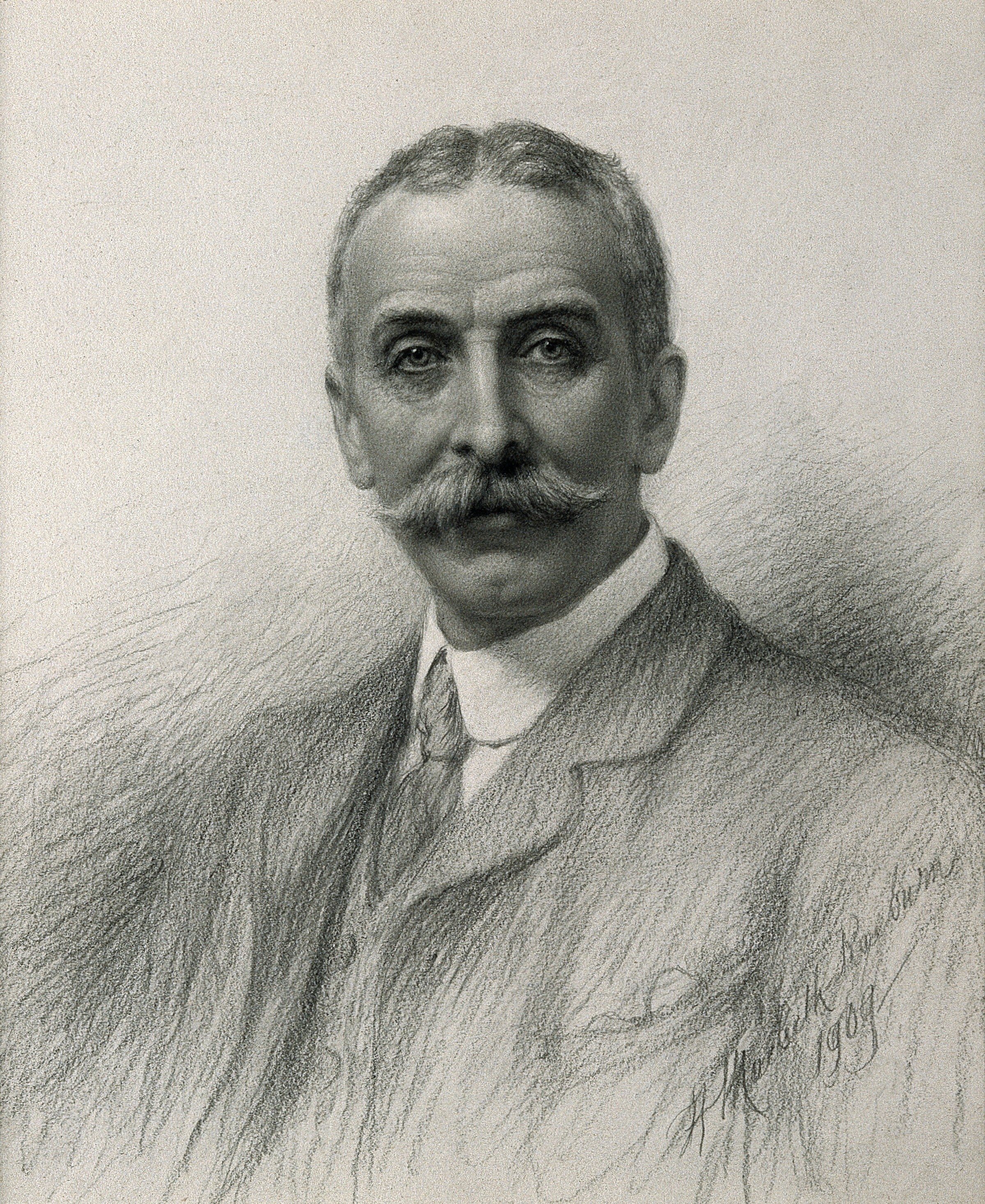
Un ritratto a matita di Henry Macbeth-Raeburn, con tratteggio e ombreggiatura (1909).
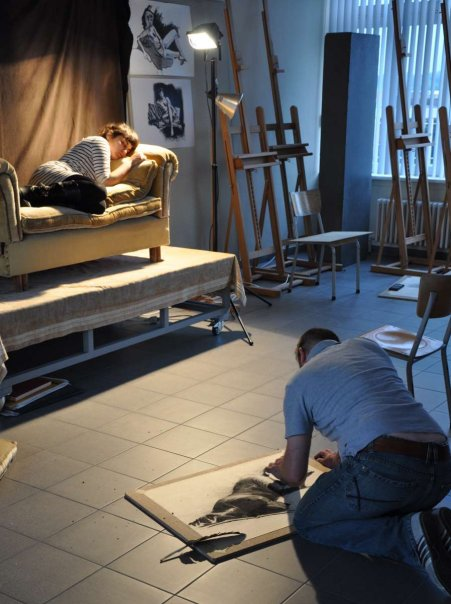
Un artista che disegna una figura dalla prospettiva dall'alto.
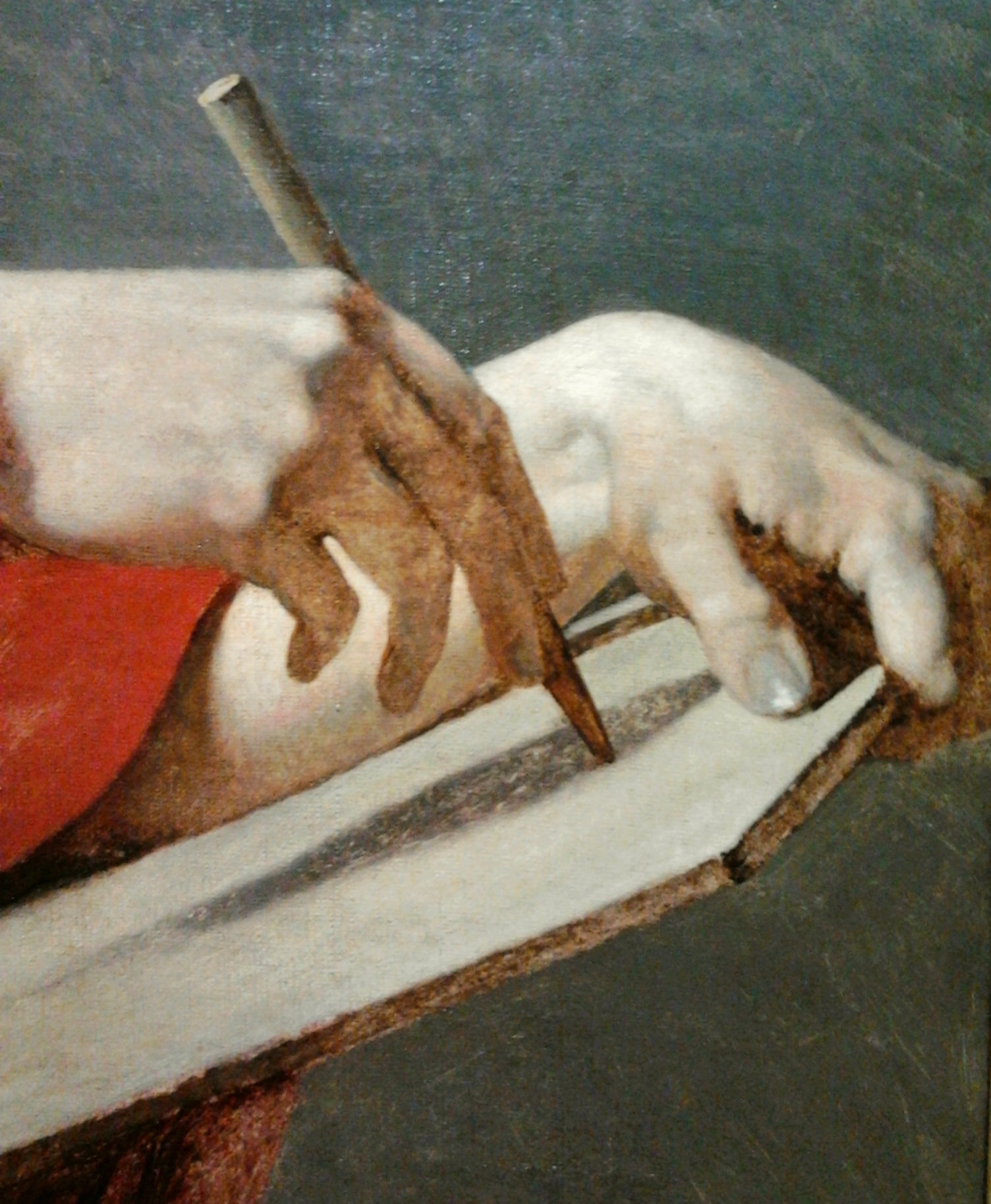
Processo di disegno nello Studio accademico di un torso maschile, di Ingres (1801; Varsavia, Museo Nazionale della Polonia).